# Llop de Troyes
Llop de Troyes (Lupus Trecensis) (Toul, Lorena, ca. 383 - Troyes, Xampanya-Ardenes, 479) fou un monjo i bisbe de Troyes. És venerat com a sant per diverses confessions cristianes.

## Biografia
Va néixer a Toul cap al final del segle iv i per família i matrimoni va quedar emparentat amb les més il·lustres famílies eclesiàstiques del seu temps i territori: la seva mare era germana de Germà, bisbe d'Auxerre i després canonitzat; el seu germà Vicenç fou probablement el cèlebre Vincentius Lirinensis, i la seva muller Pimeniola (amb qui es va casar el 419) era germana del bisbe Hilari d'Arle.
Va estar al servei de Germà d'Auxerre quan aquest era governador i poc després es casà. Després de set anys de matrimoni, els dos esposos acordaren de fer vida religiosa, separar-se i marxar cadascú a un monestir. Llop anà al monestir de Lerins, d'on fou cridat el 426 per ocupar la seu de Troyes. Hi convocà un concili que el trià per anar a Britànnia per aturar el progrés de l'heretgia pelagiana; el 429 hi anà juntament amb el seu oncle Germà i va tornar a Troyes el 430. Segons la tradició, tots dos van passar per Nanterre i hi trobaren la jove Genoveva.
En 451, Llop va defensar la ciutat durant la invasió dels huns; envià una ambaixada de clergues a Àtila, entre els quals Memori i Camelià: Memori fou mort i Camelià sobrevisqué a les ferides. Llop decidí anar ell mateix i es presentà davant Àtila, a qui convencé perquè no ataqués la ciutat i se'n retirés, tot i que saquejaren tota la regió. Els romans acusaren el bisbe d'haver ajudat els huns a escapar i Llop hagué de deixar Troyes. Els historiadors actuals pensen que aquest episodi és llegendari i que difícilment pogué passar.
En tot cas, Llop deixà la ciutat i es retirà a fer vida eremítica al mont Lansuine, a 15 km de Troyes, i després passà dos anys a Mâcon. Tornà a la seu episcopal i morí a Troyes 478 o 479 després de ser bisbe per 52 anys.
Va deixar escrites dues cartes:
- I. Epístola ad Talasium Episcopum Andegavensem (d' Angers) de Vigiliis Natulis Domini, Epiphaniae et Paschae; de Bigamis; de iis qui conjugati assumuntur.
- II. Ad Sidonium Apollinarem (felicitant Sidoni Apol·linar pel seu nomenament com a bisbe de Clarmont d'Alvèrnia

## Veneració
En 570, els reis Guntram i Khilperic I anaren fins a la seva tomba per jurar-s'hi pau recíproca. Venerat com a sant, les seves restes, a la catedral de Troyes, foren profanades i dispersades el 9 i 10 de gener de 1794; només en quedà una part del crani que s'hi conserva. És invocat contra la possessió diabòlica, la paràlisi i l'epilèpsia.

### Llegenda de la Chair salée
Una antiga llegenda popular diu que a Troyes vivia un drac alat, anomenat, Chair salée ("carn salada"), que terroritzava la regió. Llop l'hauria mort, alliberant-ne el país, i va salar la carcassa de l'animal mort, d'on va prendre el nom. S'ha volgut veure en la llegenda una metàfora de l'expulsió d'Àtila i l'alliberament de la regió dels huns.